# Taplejung (district)

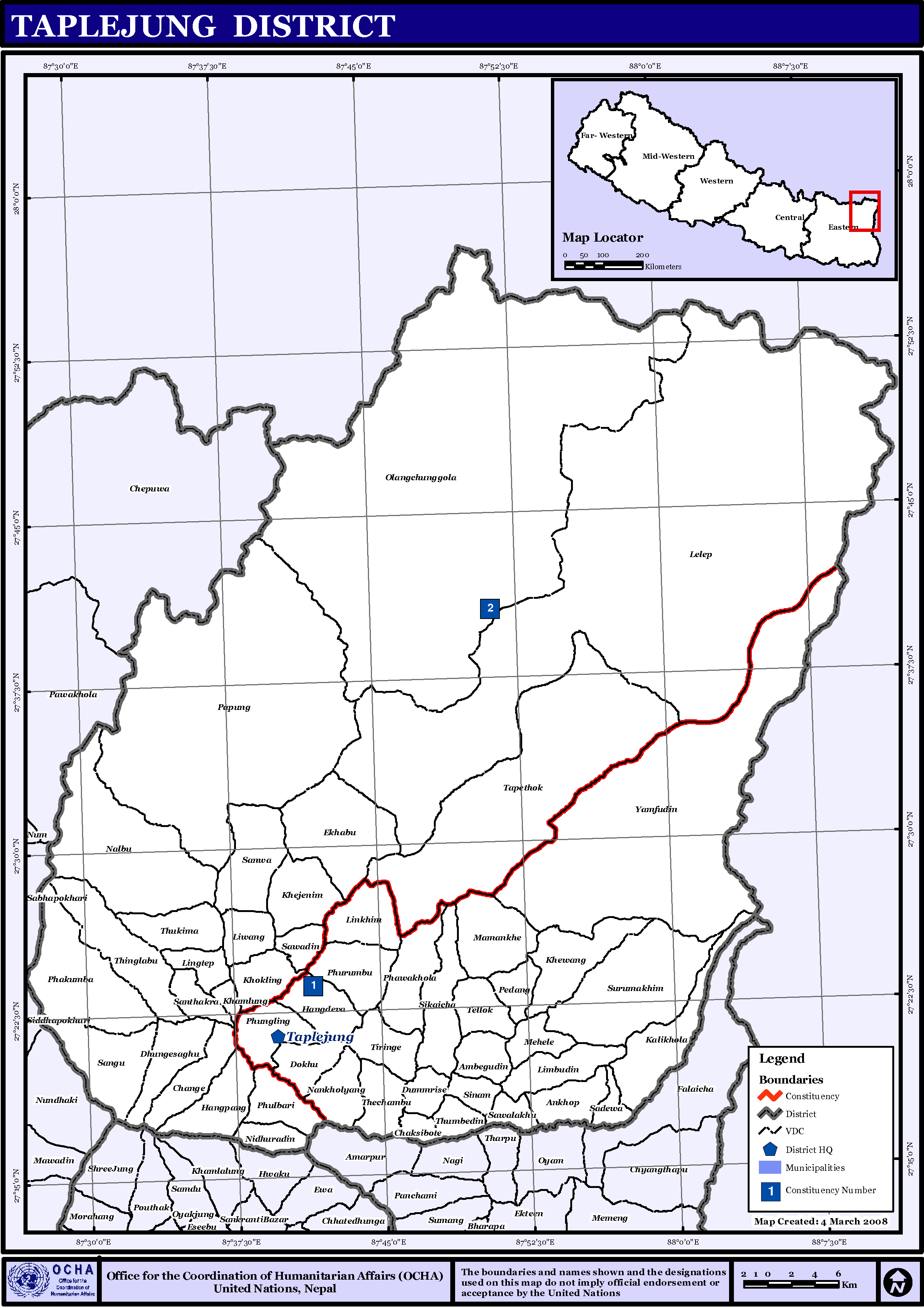
Kaart van Taplejung

Taplejung (Nepalees: ताप्लेजुङ) is een van de 75 districten van Nepal. Het district is gelegen in de bestuurlijke zone Mechi en de hoofdplaats is Phungling, vroeger Taplejung genaamd.

## Demografie
Volgens de volkstelling van 2011 telt het district Taplejung 127.461 inwoners in 26.509 huishoudens. Het district telt gemiddeld 4,81 personen per huishouden. 
| Volkstelling | Totale bevolking |
| ------------ | ---------------- |
| 1981         | 120.780          |
| 1991         | 120.053          |
| 2001         | 134.698          |
| 2011         | 127.461          |

De bevolking is religieus gemengd. Het inheemse geloof kirant heeft de meeste aanhangers (41%), gevolgd door het hindoeïsme (36%) en het boeddhisme (21%). 

## Stedenendorpscommissies[3][4]
- Stad: Nepalees: nagarpalika of N.P. ; Engels: municipality;
- Dorpscommissie: Nepalees: panchayat; Engels: village development committee of VDC.

- Steden (0): geen.
- Dorpscommissies (50): Ambegudin, Ankhop (of: Angkhop), Chaksibote, Change, Dhungesaghu (of: Dhungesanghu), Dokhu, Dummrise (of: Dumise), Ekhabu (of: Ikhabu), Hangdeva (of: Hangdewa), Hangpang, Kalikhola, Khamlung, Khejenim, Khewang (of: Khebang), Khokling (of: Khoklin), Lelep, Limbudin (of: Limbundin), Lingtep, Linkhim (of: Limkhim), Liwang, Mamankhe (of: Mamangkhe), Mehele, Nalbu, Nankholyang (of: Nangkholyang, of: Namkholyang), Nidhuradin (of: Niguradin), Olangchung Gola (of: Olangchunggola), Papung, Pedang, Phakumba, Phawakhola, Phulbari, Phungling (vroeger: Taplejung), Phurumbu, Sadewa, Sangu (of: Sanghu), Santhakra, Sanwa (of: Sawa), Sawadin (of: Sawandin), Sawalakhu (of: Sablakhu), Sikicha (of: Sikaicha, of: Sikecha), Sinam, Surumakhim (of: Surumkhim), Tapethok, Tellok, Thechambu, Thinglabu, Thukima (of: Thukimma), Thumbedin, Tiringe (of: Tringe), Yamfudin (of: Yamphudin).

Achham · 
Arghakhanchi · 
Baglung · 
Baitadi · 
Bajhang · 
Bajura · 
Banke · 
Bara · 
Bardiya · 
Bhaktapur · 
Bhojpur · 
Chitwan · 
Dadeldhura · 
Dailekh · 
Dang · 
Darchula · 
Dhading · 
Dhankuta · 
Dhanusa · 
Dolkha · 
Dolpa · 
Doti · 
Gorkha · 
Gulmi · 
Humla · 
Ilam · 
Jajarkot · 
Jhapa · 
Jumla · 
Kailali · 
Kalikot · 
Kanchanpur · 
Kapilvastu · 
Kaski · 
Kathmandu · 
Kavrepalanchok · 
Khotang · 
Lalitpur · 
Lamjung · 
Mahottari · 
Makwanpur · 
Manang · 
Morang · 
Mugu · 
Mustang · 
Myagdi · 
Nawalparasi · 
Nuwakot · 
Okhaldhunga · 
Palpa · 
Panchthar · 
Parbat · 
Parsa · 
Pyuthan · 
Ramechhap · 
Rasuwa · 
Rautahat · 
Rolpa · 
Rukum · 
Rupandehi · 
Salyan · 
Sankhuwasabha · 
Saptari · 
Sarlahi · 
Sindhuli · 
Sindhulpalchok · 
Siraha · 
Solukhumbu · 
Sunsari · 
Surkhet · 
Syangja · 
Tanahu · 
Taplejung · 
Terhathum · 
Udayapur